# Pola Elster

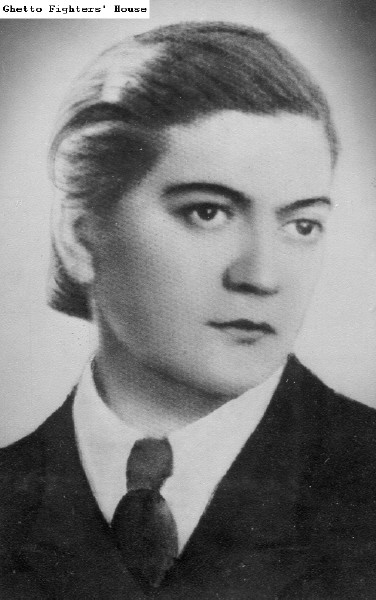
Pola Elster

Pola Elster (Tarnname Ewa Goldman, geboren am 28. November 1911 in Warschau; gestorben am 27. September 1944 ebenda) war eine führende jüdische Untergrundaktivistin und Widerstandskämpferin gegen die deutsche Besetzung Polens. Sie kämpfte 1943 beim jüdischen Aufstand im Warschauer Ghetto und war Abgeordnete des polnischen Untergrundparlaments. 1944 fiel sie beim Warschauer Aufstand im Kampf gegen die NS-Truppen.

## Kindheit und Jugend
Über Pola Elsters Kindheit und ihre polnische jüdische Familie gibt es nur wenige Dokumente. Bekannt ist, dass sie vier Geschwister hatte und als Näherin arbeitete. Zuvor hatte sie das Gymnasium bis zur Mittleren Reife besucht.
Vor dem deutschen Überfall auf Polen engagierte sie sich in der sozialistisch-zionistischen Jugendbewegung Hashomer Hatzair (Junger Wächter), die sich an den Idealen der Pfadfinder orientierte. Mädchen genossen in diesen Jugendbewegungen weitgehend Gleichberechtigung. Gemeinsam bereiteten die Jugendlichen sich auf eine Auswanderung nach Palästina vor, um dort landwirtschaftliche Gemeinschaften zu gründen und eine neue egalitäre Gesellschaft aufzubauen.

## Politische Arbeit in der Vorkriegszeit

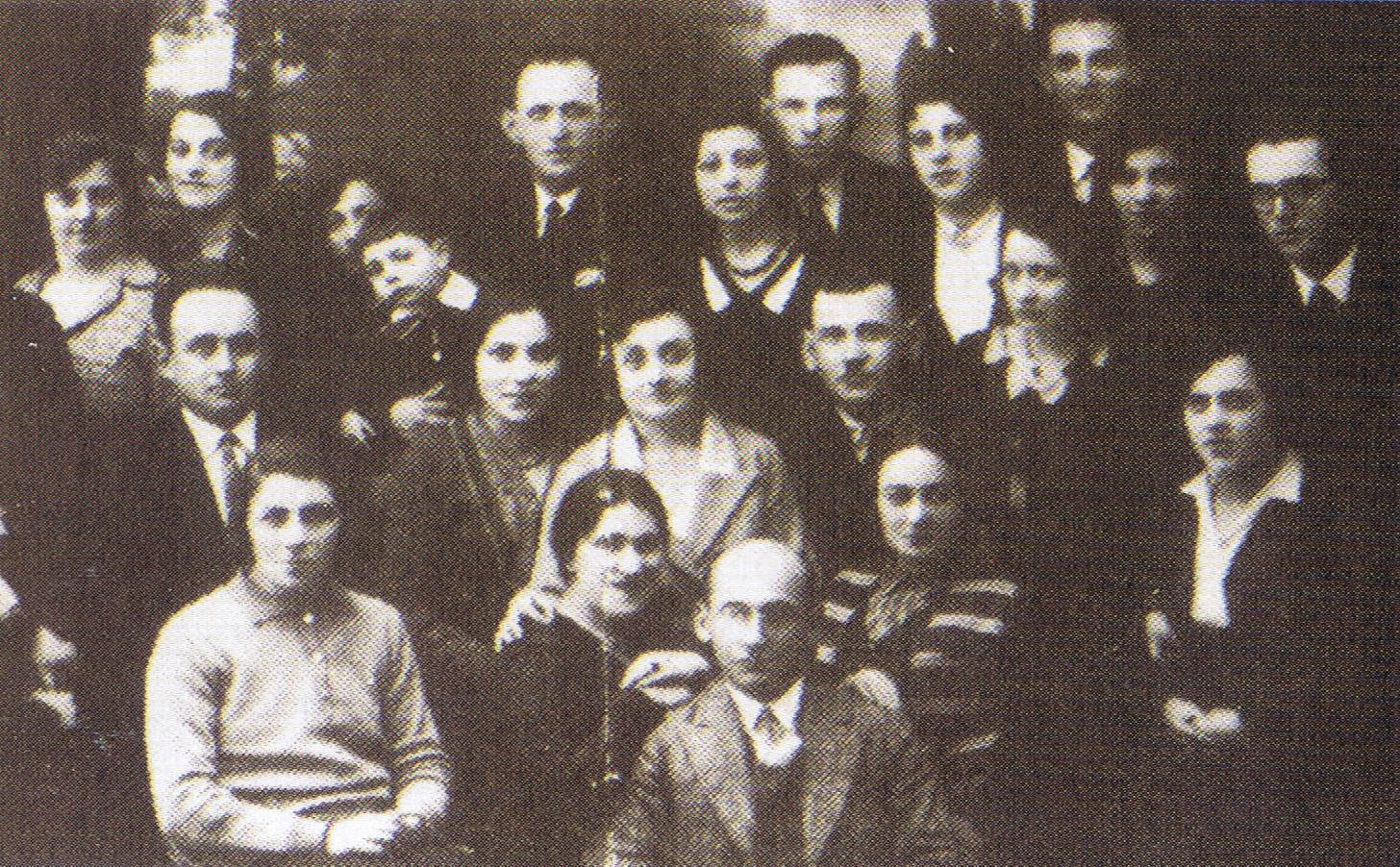
Mitglieder der Poale Zion, ca. 1930

Als sie älter wurde, trat Pola Elster der internationalen Bewegung Poale-Zion-Linke (Arbeiter Zions) bei. Dieser radikalere Flügel hatte sich aufgrund seiner linkssozialistischen Ziele von der gemäßigt-zionistischen Mutterpartei Poale Zion abgespalten.
In der Folge wurde sie mehrfach inhaftiert. Erstmals wurde sie am 20. April 1929 festgenommen, weil sie verbotene Schriften verteilte. Ein Warschauer Bezirksgericht verurteilte sie zu sechs Monaten Gefängnis und einer Bewährungsstrafe von drei Jahren.
Nach ihrer Entlassung aus dem Pawiak-Gefängnis setzte sie ihre politische Arbeit jedoch fort. 1933 wurde sie erneut verhaftet, als die Polizei bei einer Durchsuchung ihrer Wohnung ‚kommunistische Notizen‘ fand. Obwohl das Gericht sie diesmal freiließ, stand sie fortan unter polizeilicher Beobachtung.

## Untergrundarbeit im Zweiten Weltkrieg

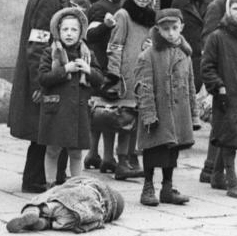
Hungernde Kinder in der Straße Leszno 43 in Warschau

Nach Ausbruch des Zweiten Weltkriegs 1939 kümmerte Elster sich um die soziale Unterstützung der jüdischen Bevölkerung, die im Warschauer Ghetto unter menschenunwürdigen Umständen zusammengepfercht lebte. Die SS hatte alle Juden Warschaus zwangsweise in das überfüllte jüdische Ghetto umgesiedelt, zu Zwangsarbeit verpflichtet und ihnen lebensnotwendige Güter wie Lebensmittel, Medizin und Heizmaterialien entzogen. Die Bewohner litten unter Hunger, Krankheiten und Seuchen, manche fielen auf der Straße tot um. Im Auftrag der Poale Zion-Linke richtete Pola Elster mehrere Suppenküchen für Bedürftige ein und leitete selbst eine Küche in der Elektoralna-Straße.
Gleichzeitig nahm Elster als Führungsmitglied ihrer Partei zentrale Funktionen in der Organisation des jüdischen politischen Widerstands wahr. Sie übersetzte Flugschriften und Veröffentlichungen ins Polnische und war als Kontakt- und Verbindungsperson (Kurierin) zwischen verschiedenen Städten und Gruppen tätig. Trotz eines von den Deutschen verhängten strikten Reiseverbots für Juden reiste sie – mit falschen Papieren als christliche Polin namens „Ewa Goldman“ getarnt – durch das besetzte Land, um gefälschte Pässe, Medikamente, Lebensmittel und Untergrundzeitungen in die Ghettos zu schmuggeln. Bei einer dieser Aktionen wurde sie von den Deutschen gefasst, von Widerstandskämpfern aber wieder befreit. Danach tauchte sie auf der „arischen“ Seite Warschaus erneut unter.
Im März 1942 beteiligte sich Pola Elster an der Gründung der Antifaschistischen Front gegen die Verbrechen der Besatzer und gegen die Besetzung Polens durch die deutschen Truppen, zu der sich jüdische Widerstandsgruppen wie die Poale Zion-Linke, jüdische Jugendbewegungen wie Hatzomer Hashair und andere mit der nichtjüdischen Polnischen Arbeiterpartei (PPR) zusammengeschlossen hatten. Im Auftrag der Front reiste sie durch Polen, um über die drohende Vernichtung der Juden aufzuklären und für einen internationalen Kampf gegen den Faschismus zu werben. Doch die Idee einer größeren überparteilichen polnisch-jüdischen Widerstandsfront schien zum Scheitern verurteilt. Zu tief waren die Gräben zwischen den konkurrierenden Parteien und Bewegungen Polens, als dass man sich auf ein gemeinsames Kampfziel hätte einigen können.
Ein Hindernis war auch der Antisemitismus im überwiegend christlichen Polen. Erschwerend kam dazu, dass die SS die Todesstrafe verhängt hatte, wenn Polen jüdischen Mitbürgern halfen, statt sie zu denunzieren und auszuliefern. Bei einer Untergrundkonferenz mit der kommunistischen Partei Polska Partia Robotnicza (PPR) und dem jüdischen Jugendbund Hashomer Hatzair 1942 setzte Elster sich daher eindringlich dafür ein, dass polnische Partisanengruppen auch jüdische Widerstandskämpfende in ihren Reihen aufnehmen, denn das war nicht selbstverständlich.

## Bewaffneter Widerstand gegen die deutschen Besatzer

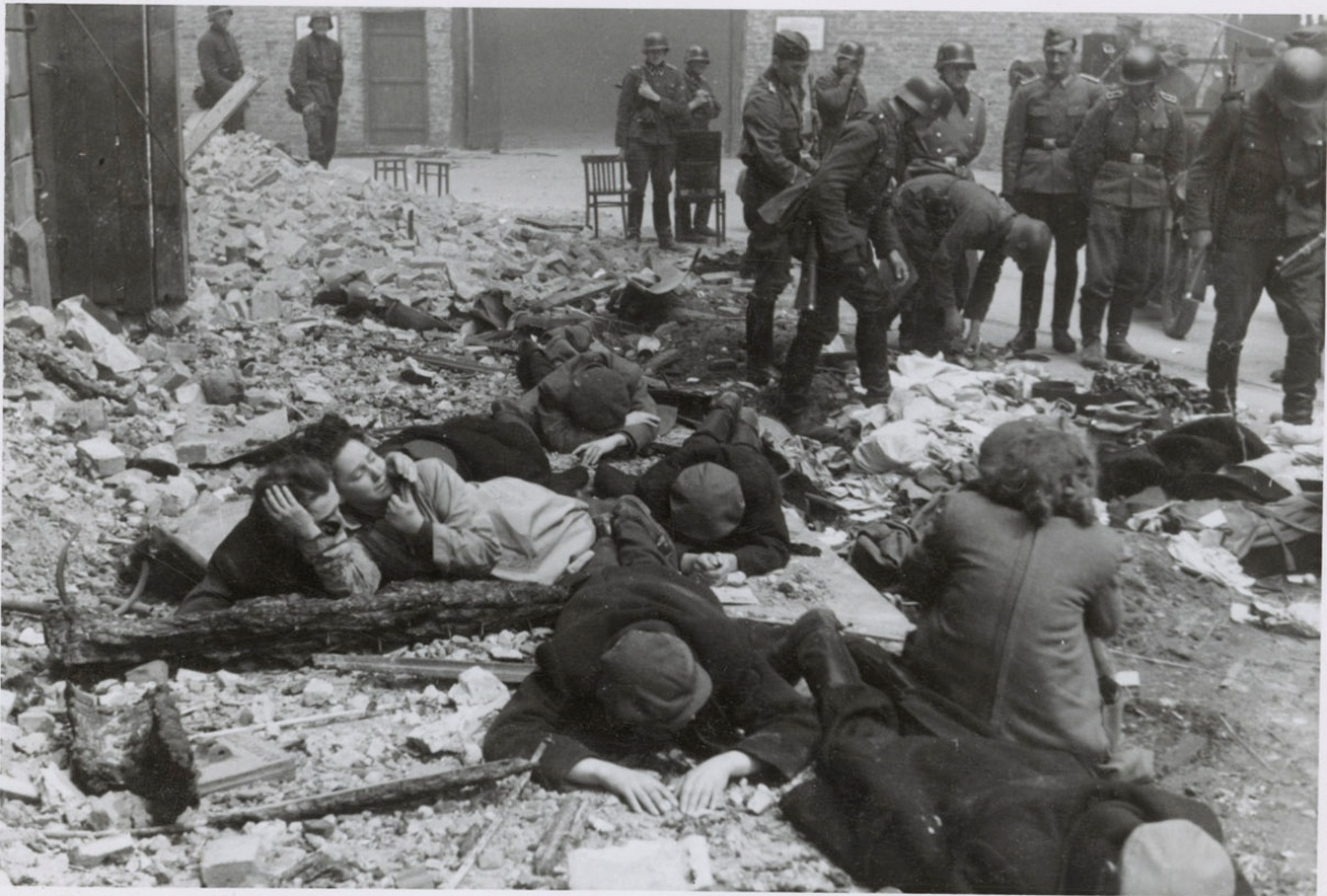
Jüdischer Aufstand im Warschauer Ghetto (Bildunterschrift der SS: „Juden aus einem Bunker hervorgeholt“)

Pola Elster gehörte zu den Gründungspersonen der Jüdischen Kampforganisation (ŻOB), die sich im Jahr 1942 formierte und zur wichtigsten Kraft im jüdischen Widerstand wurde. In der ŻOB hatten sich verschiedene Organisationen wie die Poale Zion-Linke und die jüdischen Jugendbewegungen Hashomer Hatzair (Junger Wächter), Habonim Dror (Freiheit), Gordonia und Akiva zusammengeschlossen. Im Gegensatz zu der hungernden, stark geschwächten Zivilbevölkerung in den Ghettos verfügten die zumeist jungen Menschen noch über die Kraft, den Deportationen, Massentötungen und der geplanten Auslöschung des Judentums den Versuch des bewaffneten Widerstands entgegenzusetzen. Durch ihre jahrelange Untergrundarbeit hatten sie einen engen Zusammenhalt, vertrauten einander und waren erfahren darin, sich wirksam zu unterstützen.

Im April 1943 nahm Pola Elster als Teil einer ŻOB-Kampfeinheit am jüdischen Aufstand im Warschauer Ghetto teil, bei dem die Eingeschlossenen sich verzweifelt und mit allen Mitteln, zum Teil mit selbstgebastelten Waffen, gegen ihre Deportation und Vernichtung durch die SS-Truppen zur Wehr setzten. Fast alle der Aufständischen kamen bei diesen Kämpfen um oder starben in den von der SS entfachten Feuerstürmen. Elster gehörte zu den wenigen, die dem Tod entkamen, wurde aber in das SS-Zwangsarbeitslager Poniatowa nahe Lublin deportiert. Dank der Hilfe von Teodor Pajewski, einem Mitkämpfer aus der Poale Zion, konnte sie dem Lager entfliehen und nach Warschau zurückkehren.

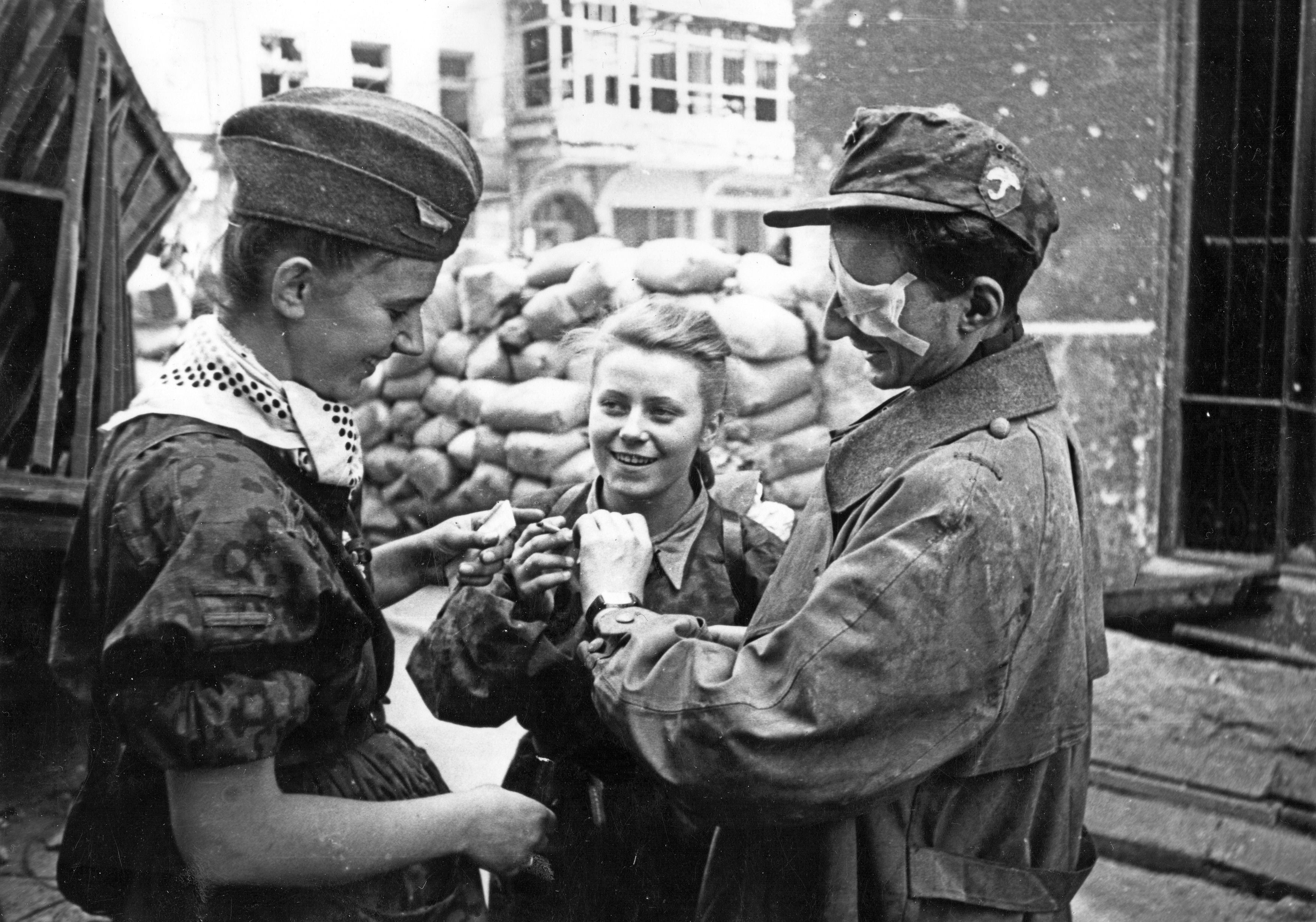
Mitglieder der polnischen Volksarmee beim Warschauer Aufstand (Mitte: Maria Stypułkowska-Chojecka „Kama“, rechts Krzysztof Palester „Krzych“)

In Warschau setzte Elster den Kampf fort. Als Abgeordnete der Poale Zion-Linke wählte man sie in das polnische Untergrundparlament (Landes-Nationalrat), das die polnische Exilregierung legitimierte und unterstützte. Am 31. Dezember 1943 leistete sie dort den Amtseid. Im März 1944 übernahm sie die Leitung des (vom Untergrundparlament eingesetzten) „Komitees für jüdische Angelegenheiten“, zusammen mit dem Politiker Adolf Berman. Die Einrichtung des Komitees zeigte, dass der polnische Widerstand eine gewisse Mitverantwortung für den jüdischen Bevölkerungsteil empfand.
Als sich im Jahr 1944 schließlich die polnische Bevölkerung Warschaus gegen die deutschen Besatzer erhob und damit der Warschauer Aufstand ausbrach, kämpfte Elster erneut mit der Waffe in den Reihen der Aufständischen. Sie diente in einer Einheit der polnischen Untergrundarmee Armia Ludova.
Am 27. September 1944 fiel Pola Elster bei den Kämpfen im Warschauer Vorort Żoliborz. Mit ihr starben zwei Kampfgefährten aus der Poale Zion: Hersz Berliński und Eliahu Erlich.

## Gedenken

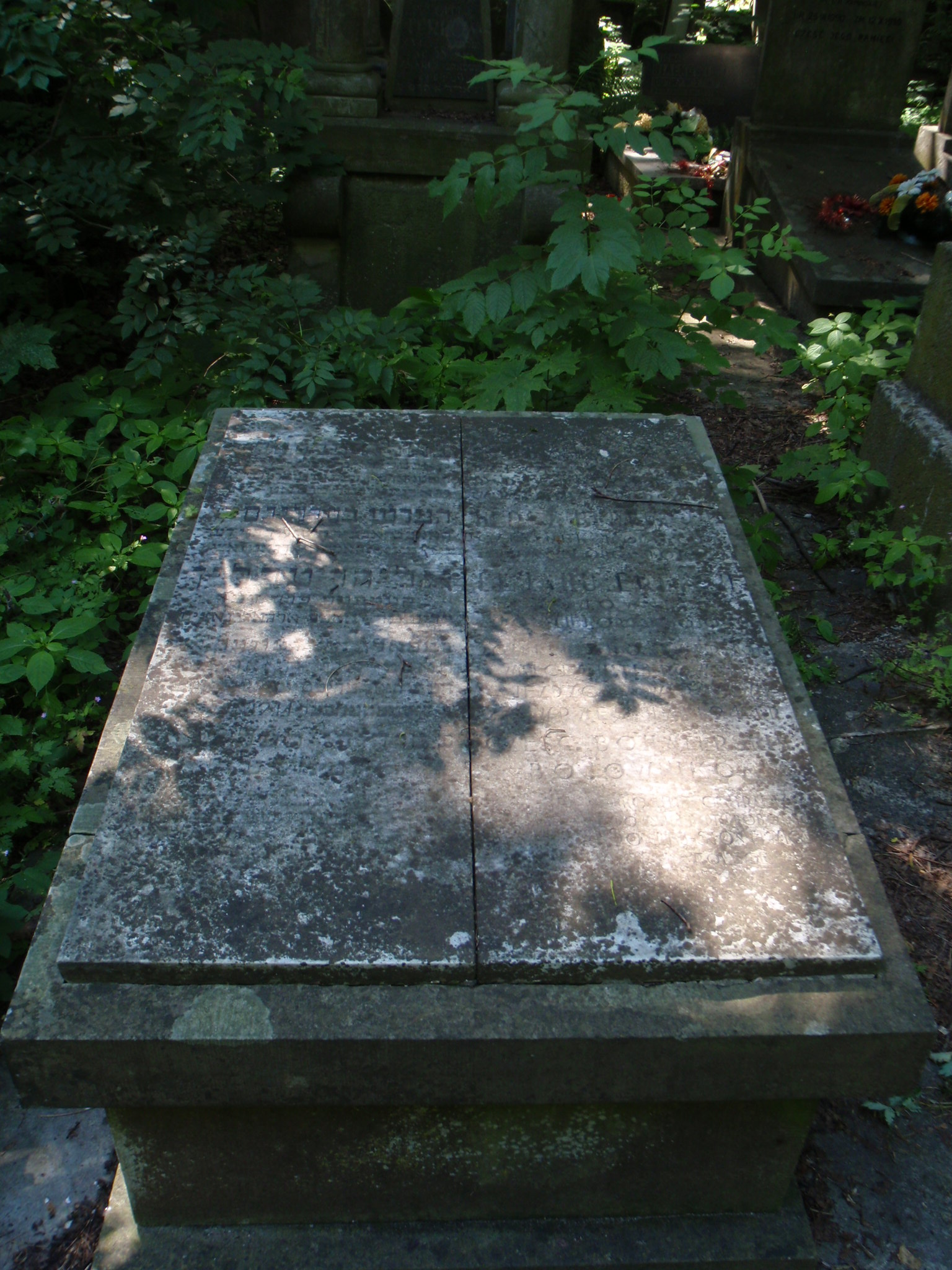
Doppelgrab von Pola Elster und Eliahu Erlich auf dem Jüdischen Friedhof an der Okopowa-Straße

Im Januar 1945, nach der Befreiung Warschaus, fand Elsters Schwester Wanda in einem Bunker in der Suwalska-Straße handschriftliche Texte von Pola, darunter ihre Erinnerungen an die Liquidierung des Warschauer Ghettos, Memoiren nach ihrer Entlassung aus dem Lager Poniatowa sowie einige Notizbücher. Einige der angesengten Seiten aus Elsters Notizbuchs („Nasze Słowo“, Nr. 7/8) wurden 1949 der Öffentlichkeit zugänglich gemacht.  Auszüge ihres Tagebuchs wurden 1966 auf Jiddisch in einem Buch „Dray“ (Drei) zum Gedenken an Pola Elster, Hersz Berliński und Eliahu Erlich veröffentlicht.
Im April 1945 bestattete man Pola Elster in einem Doppelgrab, zusammen mit ihrem Mitkämpfer Eliahu Erlich. Das Grab liegt in der Hauptallee des Jüdischen Friedhofs in der Okopowa-Straße in Warschau (Grabstelle 39). Ursprünglich war es ein Dreiergrab, in dem auch ihr gemeinsamer Kampfgefährte Hersz Berliński lag. Dieser wurde jedoch kurze Zeit später in eine eigene Grabstätte umgebettet.
Postum ehrte das Oberkommando der polnischen Armee am 27. Juni 1947 Pola Elster mit dem Tapferkeitskreuz (Krzyż Walecznych) und mit dem Orden des Grunwald-Kreuzes zweiter Klasse.